# Zef Pllumi
Zef Pllumi (Prenka Pllumi, 28 agosto 1924 – Roma, 25 settembre 2007) è stato un religioso e scrittore albanese.

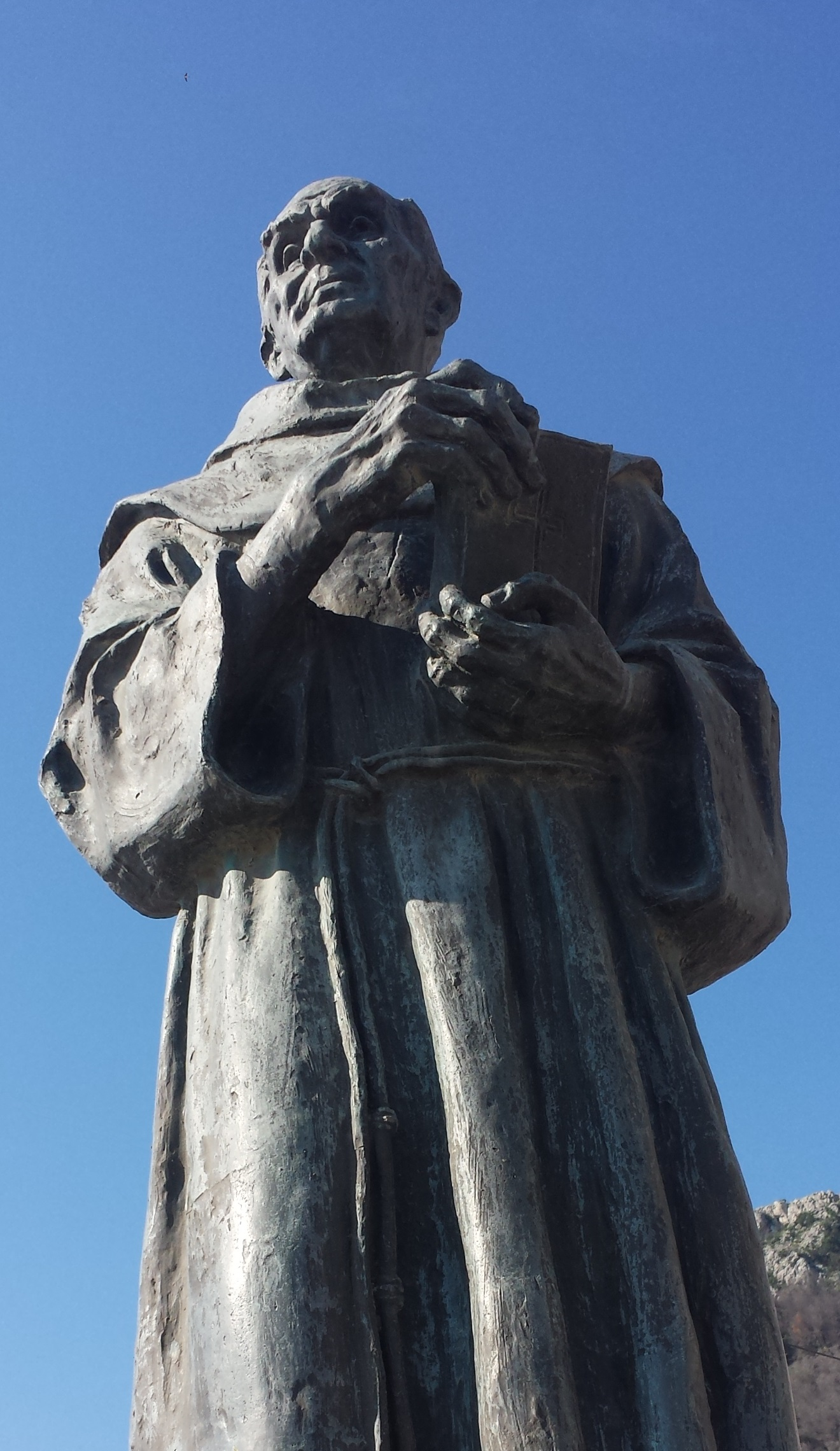
Una statua raffigurante Zef Pllumi, nella città albanese di San Giovanni di Medua

Fu un frate francescano e, dopo aver trascorso 26 anni nelle prigioni del regime comunista albanese di Enver Hoxha, che aveva abolito la libertà religiosa e perseguitava in particolare i cristiani e i cattolici, scrisse il libro Il sangue di Abele (titolo in inglese: Live to tell, a true story of religious persecution in Albania, titolo originale in albanese: Rrno vetëm për me tregue), il quale rappresenta una vivida memoria della sua esperienza, dei lavori forzati e delle torture subite. La traduzione italiana del libro fu promossa da Silvio Berlusconi, il quale ne scrisse anche la prefazione.
La versione originale in albanese è una trilogia, che narra per intero gli eventi della vita di Zef Pllumi. La traduzione italiana, invece, curata da Keda Kaceli, ha riguardato solo il primo volume della trilogia.

## Biografia
Zef Pllumi nacque a Prenka Pllumi il 28 agosto 1924, nella zona di Mali i Rencit, a Shëngjin, in una famiglia originaria di Shkreli. Come raccontato nel suo libro autobiografico La mia saga infantile, sua madre Luke Mrija lo diede alla luce in un campo.
Nei primi anni, conobbe Gjergj Fishta e Anton Harapi nelle montagne di Shkreli, con suo zio Pashko Toma. In uno di questi incontri, Pashko disse ad Harapi che il ragazzo voleva diventare frate, padre Harapi allora gli diede un medaglione di San Francesco che indossava al collo e disse a Pllumi di conservarlo con molta cura e di mostrarlo un giorno al Collegio francescano di Scutari, dove Pllumi avrebbe in seguito studiato per diventare frate.
Nel 1929, all'età di cinque anni, Pllumi divenne discepolo del missionario tedesco Alfons Tracki (1896–1946) nella città di Velipojë. Nel 1931, entrò nel Collegio francescano di Scutari, dove gli insegnanti erano personalità della vita religiosa e culturale del cattolicesimo albanese, come ad esempio Gjergj Fishta, Anton Harapi, Martin Gjoka, Marin Sirdani e Gjon Shllaku. Pllumi finì gli studi classici nel 1944, divenne uno dei collaboratori della rivista Hylli i Dritës, nonché segretario personale di Anton Harapi, provinciale dei francescani in Albania. In questo periodo, Pllumi fu anche nominato archivista degli archivi francescani.
All'età di 22 anni, il 14 dicembre 1946, fu arrestato dal regime comunista e condannato a tre anni di prigionia, prima presso la prigione di Scutari e in seguito nei campi di Beden, nella pianura della Musacchia, e in Orman-Pojanit, a Maliq. Dopo tre anni, ritornò dalla sua famiglia a Scutari. Era accusato di essere stato il segretario personale di Anton Harapi.
Pllumi fece ritorno nel convento francescano e nel periodo tra il 1949 e 1951 divenne un esperto di numismatica del Museo di Scutari. Nel 1956 fu ordinato sacerdote e servì per i successivi dodici anni come prete di Shosh, nelle colline di Dukagjin.
Nel 1967, fu nuovamente arrestato e dovette passare in carcere altri 23 anni in diverse prigioni situate a Spaç, Reps, Skrofotinë, Ballsh, Zejmen-Shënkoll e Tirana. In prigione conobbe famosi prigionieri politici come ad esempio Gjin Marku, Kasëm Trebeshina, Zef Mala e Dashnor Mamaqi.

### Dopo la prigionia
Con il crollo del comunismo, l'11 aprile 1989 Zef Pllumi fu scarcerato divenendo in seguito sacerdote della Chiesa di Sant'Antonio a Tirana fino al 1997.
Conobbe Madre Teresa durante il suo soggiorno in Albania e, dal 1993 fino al 1997, cominciò a ripubblicare la rivista Hylli i Dritës, la quale dopo una pausa di sei anni uscì nuovamente alle stampe nel 2003. Negli anni novanta pubblicò Rrno vetëm për me tregue, Françeskanët e mëdhenj, Frati i pashallarëve Bushatli, Erazmo Balneo, e Ut heri diçebamus-siç i thonim dje.
Inoltre trovò i resti di padre Gjergj Fishta e ripubblicò i lavori dei francescani albanesi. Morì il 25 settembre 2007 all'Ospedale Gemelli di Roma e fu seppellito a Scutari il 30 settembre 2007.

## In Italia
L'opera in Italia è stata tradotta dalla scrittrice di origine albanese Keda Kaceli, la quale ha collaborato con Silvio Berlusconi, divenendo anche direttrice del periodico di centrodestra Buongiorno Italia.
Silvio Berlusconi ha affermato di aver letto il libro e ne ha anche scritto la prefazione; inoltre, alla presentazione del libro, a marzo del 2014, ha affermato:
(Intervento di Silvio Berlusconi alla presentazione del libro.)

## Opere
- Rrno vetëm për me tregue, Tirana, Hylli i Dritës, 2001.

Traduzione in italiano
- Keda Kaceli (a cura di), Il sangue di Abele. Vivi per testimoniare, Diana Edizioni, 2013, ISBN 978-88-96221-10-5.
- Keda Kaceli (a cura di), Vivi solo per testimoniare, Buongiorno Italia Editore, 2015, ISBN 978-88-940841-0-8.